# Vaino Väljas
Vaino Väljas (en russe : Ва́йно Ио́сипович Вя́льяс, Vaino Iossipovitch Vialias), né le 28 mars 1931 à Külaküla (Hiiumaa) et mort le 16 janvier 2024, est un homme politique soviétique puis estonien.
Il est président du 6e Soviet suprême de la RSS d'Estonie du 18 avril 1963 au 19 mars 1967, premier secrétaire du parti communiste de la République socialiste soviétique d'Estonie du 16 juin 1988 à avril 1990, et président du parti d'avril 1990 à août 1991.

## Biographie
Vaino Väljas est né le 28 mars 1931 sous la Première République. Il devient membre du Parti communiste de l'Union soviétique en 1952. En 1955, il est diplômé de l'université d'État de Tartu (TSU).
En 1949, il commence à travailler au Komsomol. De 1955 à 1961, il occupe le poste de premier secrétaire du Comité central de la Ligue des jeunes communistes léninistes (ELKNÜ). De 1961 à 1971, Vaino Väljas est premier secrétaire du comité municipal de Tallinn du Parti communiste d'Estonie. De 1971 à 1980, il est secrétaire du Comité central du parti communiste. Étant donné que Vaino Väljas est considéré comme ayant des inclinations nationalistes estoniennes, il quitte l'Estonie et est nommé ambassadeur soviétique au Venezuela en 1980 et au Nicaragua en 1986.
Alors que le mouvement d'indépendance estonien prend de l'ampleur en 1988, Vaino Väljas, relativement libéral, est rappelé du Nicaragua et nommé par Gorbatchev à la tête du Parti communiste d'Estonie. Le parti communiste perd son monopole du pouvoir en février 1990. Väljas vote ensuite pour la restauration de l'indépendance estonienne en août 1991.
Il est le chef de l'ancien parti communiste, rebaptisé Parti démocratique des travailleurs estoniens, jusqu'en 1995.
Vaino Väljas meurt le 16 janvier 2024 à l'âge de 92 ans.